# 2727 Paton
2727 Paton este un asteroid din centura principală, descoperit pe 22 septembrie 1979, de Nikolai Cernîh.